# Evangelische Kirche (Großsachsen)

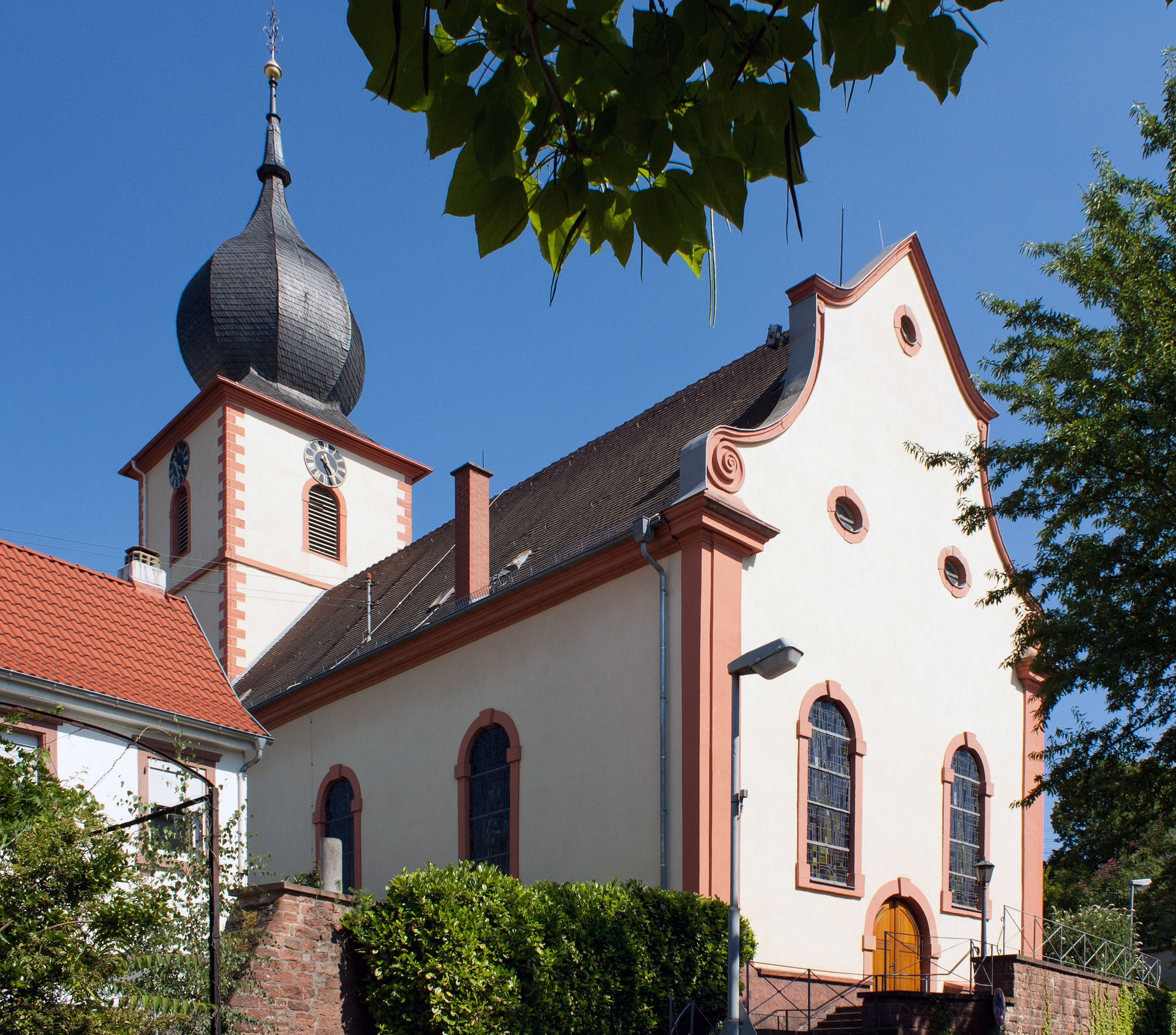
Evangelische Kirche

Die Evangelische Kirche in Großsachsen, einem Ortsteil von Hirschberg an der Bergstraße im Rhein-Neckar-Kreis im Nordwesten Baden-Württembergs, wurde im 18. Jahrhundert im Barockstil erbaut.

## Geschichte
Großsachsen gehörte kirchlich im Mittelalter als Filiale zur Pfarrei im nördlichen Nachbarort Hohensachsen. Das Wormser Synodale von 1494 erwähnt eine eigene Kapelle in Großsachsen, die Maria Magdalena geweiht war. Als das südliche Nachbardorf Leutershausen eine selbständige Pfarrei erhielt, war sie auch für den Teil Großsachsens südlich des Apfelbachs zuständig, während der nördliche Teil bei Hohensachsen verblieb. 1556 führte Kurfürst Ottheinrich die Reformation ein und auch allen folgenden Konfessionswechseln der Kurpfalz mussten die Gemeinden folgen. Aufgrund der Teilung der Gemeinde bat Großsachsen um einen eigenen reformierten Pfarrer, der 1614 eingesetzt wurde. Nach den Verwüstungen des Dreißigjährigen Kriegs waren Hohensachsen, Großsachsen und Leutershausen in einer Pfarrei vereinigt.

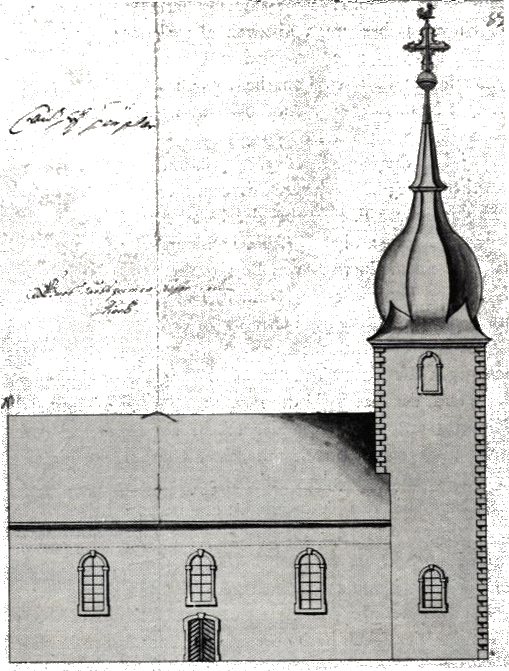
Aufriss von 1760

Die Kirche in Großsachsen wurde während des Holländischen Kriegs 1674 von den Franzosen zerstört. Sie wurde wieder instand gesetzt, aber 1724 durch einen Neubau von F. Born ersetzt, wobei der Turm und der Torbogen erhalten blieben. Nur zehn Jahre später jedoch sackte der baufällige Turm nach einem starken Sturm zusammen. Zwischen 1760 und 1762 wurde auf den alten Fundamenten der heutige Turm erbaut. Vor das Langhaus wurde eine neue Fassade gesetzt. Für die Pläne dieser Arbeiten zeichnete J. G. Scherer verantwortlich.
Bereits seit 1730 waren die Pfarreien Hohensachsen und Leutershausen wieder getrennt, wodurch es zu Streitigkeiten kam, welches die Mutterkirche für Großsachsen sei. 1763 erhielt Großsachsen ein Pfarrvikariat und zwischen 1794 und 1802 wurde eine eigenständige Pfarrei eingerichtet. 1821 schlossen sich die Reformierten und die Lutheraner, die rund 10 Prozent der Bevölkerung in Großsachsen stellten, zur „Vereinigten Evangelisch-protestantischen Kirche im Großherzogthum Baden“ zusammen.
1972 und 1998 wurde die Kirche außen renoviert. Zwischen 2005 und 2006 wurde mit Hilfe finanzieller Unterstützung der Evangelischen Stiftung Pflege Schönau der Innenraum umfassend saniert und neu gestaltet.

## Beschreibung
Die Kirche steht an erhöhter Stelle im Ortskern von Großsachsen. Die charakteristische Zwiebelhaube des Turms wurde zum Wahrzeichen der Gemeinde. Das mit einem Satteldach bedeckte Langhaus besitzt drei Fensterachsen. Zwei weitere Rundbogenfenster befinden sich an der westlichen Stirnseite. Pilaster an den Ecken tragen den Volutengiebel.
Der Innenraum ist als Querhauskirche angelegt, was typisch für reformierte Gotteshäuser des 18. Jahrhunderts ist. Auf drei Seiten verläuft eine Empore. Die Kanzel stammt aus dem Jahr 1762. Die drei Chorfenster wurden 1965 gestaltet. Sie haben die Schöpfung, die Erlösung und die Heiligung zum Thema. Altar, Taufbecken, Standkreuz und Ambo gestaltete 2006 Madeleine Dietz.

## Orgel
Die Orgel wurde 1991 von Georges Heintz erbaut. Das Schleifladen-Instrument hat 24 Register auf zwei Manualen und Pedal. Die Spiel- und Registertrakturen sind mechanisch. Teilweise fanden in dem Instrument Register aus der Vorgängerorgel von 1898 Wiederverwendung.
| I Hauptwerk C–g3 |           |        |   |
| 1.               | Principal | 8′     |   |
| 2.               | Bordun    | 8′     |   |
| 3.               | Oktave    | 4′     |   |
| 4.               | Gemshorn  | 4′     | H |
| 5.               | Quinte    | 2 ⁄3′  |   |
| 6.               | Oktave    | 2′     | H |
| 7.               | Terz      | 1 3⁄5′ |   |
| 8.               | Mixtur IV | 1 ⁄3′  |   |
| 9.               | Trompete  | 8′     |   |

| II Schwellwerk C–g3 |                       |       |   |
| 10.                 | Gedackt               | 8′    | H |
| 11.                 | Salicional            | 8′    | H |
| 12.                 | Voix celeste          | 8′    |   |
| 13.                 | Prinzipal             | 4′    |   |
| 14.                 | Flöte                 | 4′    | H |
| 15.                 | Prinzipal             | 2′    |   |
| 16.                 | Sifflet               | 1 ⁄3′ |   |
| 17.                 | Oboe                  | 8′    |   |
|                     | Tremulant Zimbelstern |       |   |

| Pedal C–f1 |           |     |
| 18.        | Subbass   | 16′ |
| 19.        | Oktavbass | 8′  |
| 20.        | Bordun    | 8′  |
| 21.        | Oktave    | 4′  |
| 22.        | Gemshorn  | 4′  |
| 23.        | Fagott    | 16′ |
| 24.        | Trompete  | 8′  |

- Koppeln II/I, I/P, II/P, Sammelzüge: Mixturen, Zungen, Schweller (OW)
- Anmerkung:

H = Historisches Register, aus der Vorgängerorgel von 1898 (H. Voit & Söhne)
Gemshorn 4', Bordun 8' und Trompete 8' haben Doppelschleifen Pedal/Hauptwerk

## Ansicht
|                                                                                      |
| Der Ortsteil Großsachsen, vorne die evangelische Kirche, im Hintergrund der Odenwald |